# Alsea (rivier)
De rivier Alsea is een kleine rivier in het noordwesten van de Verenigde Staten. De rivier heeft een lengte van ongeveer 64 km en stroomt langs de Pacifische kust van West-Oregon. Deze rivier vloeit het water af van het kustgebergte ten zuidwesten van Corvallis. Ze splitst zich in verschillende aftakkingen in Lane County, zo'n 24 km van Eugene. Ze vloeit voornamelijk naar het westnoordwesten in een bochtige loop door de bergen van het zuiden van de county's Benton en Lincoln, langs Alsea en Tidewater, door het Siuslaw National Forest. De rivier mondt uit in de Stille Oceaan in de Alsea Bay, een brede riviermonding bij Waldport.
De rivier is genoemd naar een lokale indianenstam, de Alsea.
- Library of Congress Control Number: sh89005341
- Nationale Bibliotheek van Israël: 987007532130805171
- Virtual International Authority File: 248316236